# Otto van Wassenaer

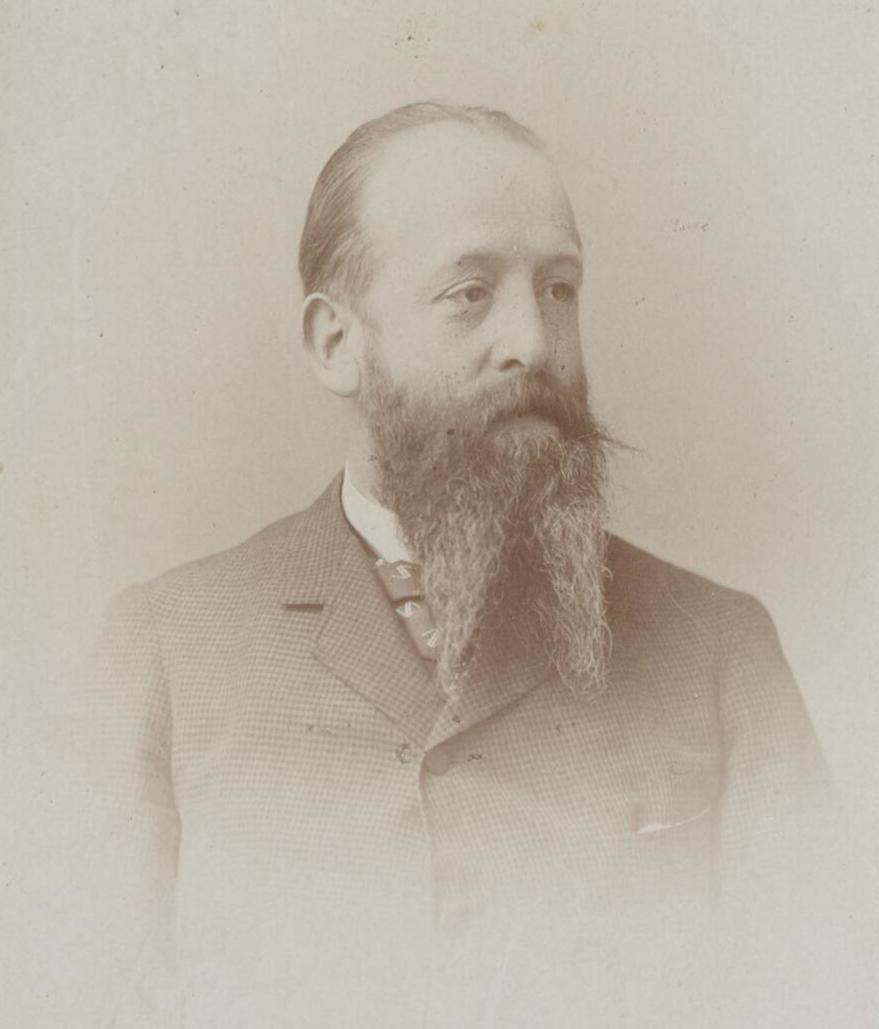
O. baron van Wassenaer

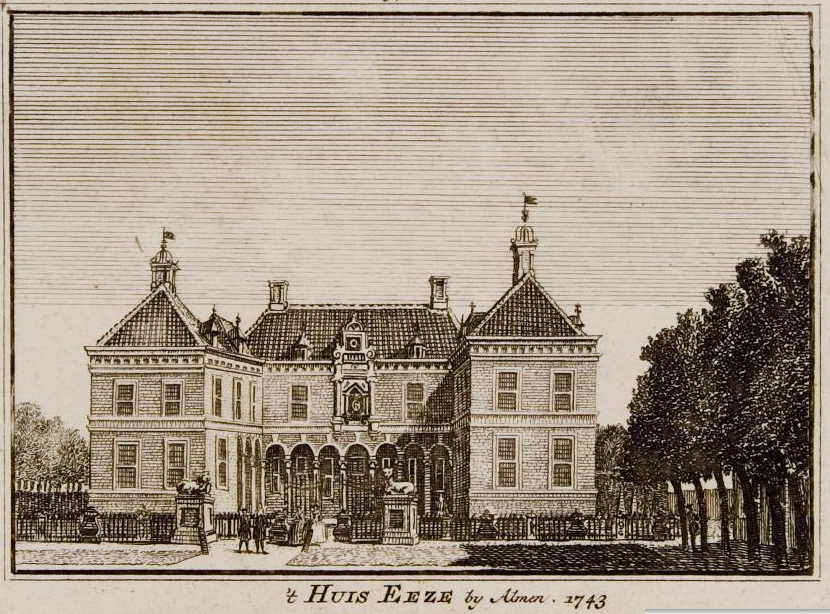
Kasteel De Ehze in 1743 door Jan de Beijer (geboortehuis)

Otto baron van Wassenaer (Almen, 11 september 1850 − aldaar, 9 december 1911) was een Nederlands burgemeester.

## Biografie
Van Wassenaer werd geboren als telg uit het oud-adellijke geslacht Van Wassenaer en een zoon van Karel Gerrit Willem baron van Wassenaer (1822-1870), lid Provinciale Staten van Gelderland, en Maria Hugonia barones van Zuylen van Nyevelt (1818-1885), telg uit het geslacht Van Zuylen van Nijevelt, dochter van Arnout baron van Zuylen van Nijevelt, heer van de Ehze (1780-1835). Hij werd geboren op Kasteel De Ehze. Hij trouwde in 1883 met jkvr. Anna Ernestine Martini (1861-1918), telg uit het geslacht Martini, met wie hij drie kinderen kreeg. Hij werd in 1887 burgemeester van Gorssel en zou dat tot zijn overlijden, bijna 25 jaar, blijven. Hij overleed op huis Hogenkamp te Almen in 1911 op 61-jarige leeftijd.